# Gagrella quadrivittata
Gagrella quadrivittata is een hooiwagen uit de familie Sclerosomatidae.